# Kings Bay
Kings Bay AS ist ein norwegischer Staatsbetrieb, der vom norwegischen Ministerium für Handel und Industrie geführt wird. Der Betrieb ist für die Infrastruktur in der Siedlung Ny-Ålesund auf Spitzbergen verantwortlich. Die Unternehmung versorgt die Einwohner sowie die dortigen Forschungseinrichtungen mit Wasser, Strom, Catering, und Transportmöglichkeiten. Die Firma ist auch für den Unterhalt von Gebäuden und Straßen zuständig. Sie betreibt das einzige Hotel im Dorf, das Nordpol-Hotel, die Post, das Detailhandelsgeschäft und den Flughafen Hamnerabben.
Die Firma ist auch für die Administration von Bjørnøen AS zuständig, einem weiteren Staatsbetrieb Norwegens. Diesem gehört die ganze Insel Bjørnøya (Bäreninsel) im Nordatlantik.

## Geschichte
Die Firma wurde 1916 als Kings Bay Kull Company gegründet, mit der Absicht des Kohlebergbaus in Ny-Ålesund. Der Bergbau begann 1917 und dauerte vorerst bis 1929. Die Firma wurde 1933 verstaatlicht, nachdem sie in finanzielle Schwierigkeiten geraten war. Erst nach dem Zweiten Weltkrieg wurde in Ny-Ålesund wieder Kohlebergbau betrieben. Dieser wurde aber 1963 nach mehreren schweren Grubenunglücken mit dutzenden von Toten endgültig eingestellt. Die daraus folgende Kings-Bay-Affäre, in welcher der Regierung unterlassene Aufsichtspflicht unterstellt wurde, führte zum Rücktritt der Regierung von Einar Gerhardsen und bereitete den Weg für grundlegende politische Veränderungen in Norwegen.
Heute ist Ny-Ålesund eine Forschungssiedlung und die Kings Bay AS übernimmt die Infrastrukturaufgaben.